# Світло згаслих багать
Світло згаслих багать (азерб. Dədə Qorqud) — радянський двосерійний художній фільм 1975 року, знятий на кіностудії «Азербайджанфільм».

## Сюжет
Батько Горхуд — мудрий старий, який є свідком незліченних людських лих, безпрецедентних воєн, він закликає народ до праці на землі. У фільмі присутні такі почуття як любов, дружба, братерство і лояльність до батьківщини, також присутні такі моменти як бойові дії і війна.

## У ролях
- Гасан Мамедов — Горхуд
- Хашим Гадоєв — Газан
- Расім Балаєв — Бейрак
- Гіві Тохадзе — Алп Аруз
- Амілет Гурбанов — Гіпчак Малік
- Лейла Шихлинська — Банічичак
- Шифіга Мамедова — Бурла Хатун
- Інара Гулієва — Селджан
- Елчин Мамедов — чабан в гаражі
- Фархад Юсіфов — Турал
- Дінара Юсіфова — Гюнель
- Алі Хагвердієв — брехун
- Гюндуз Аббасов — Бейбура
- Афрасіяб Мамедов — Байандир хан
- Михайло Мірза — наглядач за каструлями
- Рафік Карімов — епізод
- Самад Лазимов — епізод
- Камал Худавердієв — Бейбеджан
- Мамедага Дадашов — епізод
- Маяк Карімов — епізод
- Шамсі Шамсізаде — епізод
- Анвар Хасанов — епізод
- Наталія Тагієва — Гюнеля
- Софа Баширзаде — епізод
- Фахрі Гасанов — онук
- Джаміля Атаєва — епізод
- Таріел Гасимов — Гільбаш
- Джумрах Рагімов — людина Арузуна
- Ельхан Ахадзаде — епізод
- Рафік Гасимов — епізод
- Лейла Бадирбейлі — епізод

## Знімальна група
- Автор сценарію: Анар Рзаєв
- Режисер-постановник: Тофік Тагі-Заде
- Оператор-постановник: Расім Ісмаїлов
- Художник-постановник: Надир Зейналов
- Композитор: Емін Сабітоглу